# Relações entre Irão e Portugal
As relações diplomáticas entre a República Portuguesa e a República Islâmica do Irão remontam ao século XVI, na sequência do estabelecimento do Estado Português da Índia.

## História
As relações diplomáticas entre Portugal e o Irão, remontam ao século XVI, durante período da Pérsia antiga, iniciando-se no momento em que uma armada portuguesa liderada por Afonso de Albuquerque tomou Ormuz em 1507. A partir desse momento, verificaram-se diversos contactos entre os dois países, com o mútuo envio de embaixadas e missões diplomáticas por parte das duas nações. Em 1513, Afonso Albuquerque enquanto Governador da Índia Portuguesa, enviou à Pérsia Miguel Ferreira e João Ferreira, como embaixadores ao Xá Ismael da Pérsia.
Ao longo do século XX, as relações entre os dois países foram renovadas, registando-se a abertura de um consulado português em Teerão em dezembro de 1932, e posteriormente, a 11 de maio de 1956, é criada uma legação de Portugal em Teerão, que eventualmente passaria a Embaixada. A 15 de outubro de 1956, o Enviado Extraordinário e Ministro Plenipotenciário de Portugal em Ancara, Luís Norton de Matos, apresentou credenciais como Embaixador não residente no Irão, tornando-se o primeiro representante diplomático português acreditado no Irão, na era moderna.
Ao longo das duas primeiras décadas do século XXI, registou-se um intensificar de interações entre os dois países, com a assinatura de diversos acordos bilaterais, e através de múltiplas visitas oficiais por parte de governantes de ambos os países. Em 2008, comemoraram-se os 500 anos de relacionamento entre os dois países.

## Acordos Bilaterais
Verifica-se a assinatura de diversos acordos entre as duas nações, incluindo:
- Protocolo Financeiro, assinado a 10 de outubro de 1993;
- Acordo de Cooperação nas áreas da Língua, Educação, Cultura, Desporto, Juventude, Turismo e Comunicação Social, assinado a 26 de janeiro de 2015;
- Acordo sobre Supressão de Vistos para Titulares de Passaportes Diplomáticos, Especiais e de Serviço, assinado a 22 de abril de 2017.

Adicionalmente, registam-se diversos memorandos de entendimento entre Ministérios de ambos os países, relativos à Cooperação nas áreas da Educação, Cultura, Ciência, Tecnologia, Desporto, Turismo, Documentação Histórica e Patrimonial, Agricultura e Consultas Políticas.

## Visitas de Estado e Oficiais
Registam-se diversas Visitas de Estado e Oficiais por parte dos governantes dos dois países incluindo as seguintes:

### Visita de Governantes portugueses ao Irão
- 7 a 11 de outubro de 2014, Jorge Barreto Xavier, Secretário de Estado da Cultura;
- 23 a 26 de janeiro de 2015, Rui Machete, Ministro de Estado e dos Negócios Estrangeiros;
- 15 a 18 de setembro de 2015, Nuno Vieira de Brito, Secretário de Estado da Alimentação e Investigação Agroalimentar;
- 27 a 31 de maio de 2016, Jorge Costa Oliveira, Secretário de Estado da Internacionalização;
- 17 a 24 de abril de 2017, Jorge Costa Oliveira, Secretário de Estado da Internacionalização;
- 30 de setembro de 2018, Delegação Parlamentar.

### Visita de Governantes iranianos a Portugal
- 7 de janeiro de 2003, Khamal Kharazi, Ministro dos Negócios Estrangeiros
- 5 de novembro de 2004, Gholamali Khoshroo, Vice-Ministro para os Assuntos Internacionais Jurídicos do Ministério dos Negócios Estrangeiros do Irão
- 23 de janeiro de 2008, Manuchehr Motaki, Ministro dos Negócios Estrangeiros.
- Setembro de 2008, Mohammad Jahromi, Ministro do Trabalho.
- 15 a 17 de junho de 2009, Mehdi Safari, Vice-Ministro dos Negócios Estrangeiros do Irão.
- 13 de julho de 2010, Manuchehr Motaki, Ministro dos Negócios Estrangeiros.
- 18 de junho de 2014, Reza Salehi Amiri, Ministro da Cultura e Orientação Islâmica.
- 15 de abril de 2015, Mohammad Javad Zarif, Ministro dos Negócios Estrangeiros.
- Entre 12 e 13 de maio de 2015, Hassan Ghashghavi Vice-Ministro dos Negócios Estrangeiros para os Assuntos Consulares e Parlamentares.
- 12 de maio de 2016, Hassan Ghashghavi, Vice-Ministro das Relações Exteriores Consulares, Parlamentares e dos Assuntos Iranianos.[3]
- 18 de setembro de 2017, Delegação Parlamentar
- 5 a 14 de maio de 2018, Delegação Parlamentar.

## Relações Económicas
Devido à distância geográfica entre os dois países, estes mantêm um relacionamento comercial modesto, perfazendo o total do comércio de bens entre os dois países cerca de 11,2 milhões de euros em 2020, registando-se um excedente de 9,4 milhões de euros a favor de Portugal. Verifica-se uma tendência de declínio relativa às trocas comerciais entre os dois países ao longo dos últimos 25 anos. Ao longo do período entre 1994 e 2019, as Exportações de Portugal para o Irão decresceram a uma taxa média anual de 1.78%, enquanto as exportações iranianas com destino a Portugal decrescera a uma taxa media anual de 13.8%.
O Irão foi em 2019 o 97.º cliente das exportações portuguesas de bens, com uma quota de 0.02% no total, ocupando a 103.º posição ao nível das importações (0,01% do total).
Na estrutura das exportações portuguesas para o Irão, em 2019, destacam-se os Metais Comuns, os Produtos Químicos, os Minerais e Minérios, os Produtos Agrícolas, e as Máquinas e Aparelhos. Os principais grupos de produtos exportados pelo Irão no mesmo ano foram os Metais Comuns, os Minerais e Minérios e os Produtos Agrícolas.

## Missões Diplomáticas
- Portugal tem uma Embaixada em Teerão[6]
- O Irão tem uma Embaixada em Lisboa